# Wanderlust (canción de Björk)
«Wanderlust» (Pasión por viajar) es el cuarto sencillo extraído del sexto álbum de la cantante islandesa Björk, Volta. Este fue lanzado digitalmente el 7 de abril de 2008 y físicamente el 14 del mismo mes.
Según Björk, Wanderlust es el "corazón" del álbum y que habla sobre el estado de buscar algo aun sabiendo que no lo encontrarás y produce una sensación de hambre por algo nuevo.

## Listas de canciones
El lanzamiento físico del sencillo, una caja recopilatoria, consta de dos vinilos de 12", un CD y un DVD con el videoclip de la canción además de unas gafas 3D para ver el video.
Vinilo 12"
1. "Wanderlust" (Matthew Herbert Remix)
2. "Wanderlust" (Mark Stent Mix)

Vinilo 12"
1. "Wanderlust" (Ratatat Remix)
2. "Wanderlust" (Mark Stent Instrumental)

CD
1. "Wanderlust" (Matthew Herbert Remix)
2. "Wanderlust" (Mark Stent Mix)
3. "Wanderlust" (Ratatat Remix)
4. "Wanderlust" (Mark Stent Instrumental)

DVD
1. "Wanderlust" (Music video, con gafas 3D)

EP Digital (iTunes)
1. "Wanderlust" (Mark Stent Mix)
2. "Wanderlust" (Matthew Herbit Remix)
3. "Wanderlust" (Ratatat Remix)
4. "Wanderlust" (Mark Stent Instrumental)
5. "Wanderlust" (Music Video)

## Video musical
El videoclip, dirigido por Encyclopedia Pictura en Nueva York, está hecho en su totalidad en 3D. La grabación está hecha a partir de marionetas, acrobacias reales, miniaturas etc. La coreografía estuvo a cargo de Chrism Elam, director artístico de Misnomer Dance, aparecen también Brynne Billingsley y Coco Karol
El video se estrenó oficialmente por Yahoo Music el 31 de marzo. En el video, Björk aparece vestida con un antiguo vestido tribal de Mongolia rodeada de yaks junto a un río al que la manada de yaks se lanza, y la diva se monta encima de uno. Durante gran parte del resto de video, aparece el demonio interior de Björk (una criatura de arcilla), el cual sale de su espalda, y que intenta atacarla. Finalmente, un dios crea una cascada en la que Bjork queda al borde y seguido cae al agua donde un par de manos la recoge antes de ser tragada por un espiral de agua.

## Promoción
Wanderlust ha sido una de las canciones que ha estado muy a menudo en todos los setlists de las giras, aunque también fue interpretada en algunos programas televisivos como Saturday Night Live (el 21 de abril de 2007) o en Later with Conan O'Brien (el 27 de septiembre de 2007)

## Listas de ventas
La versión digital ha llegado al puesto 24 de la lista de álbumes así como al 8 en la lista Alternative Chart como en el US iTunes Chart